# Ібрагім Татлисес
Ібрагім Татлисес (курд. Îbrahîm Tatlises, тур. İbrahim Tatlıses; нар. 1952) — турецький співак в стилі «арабеска», актор і режисер. Виконує пісні турецькою і курманджі. Випустив 42 альбоми.

## Біографія
Народився 1 січня 1952 року в Туреччині в місті Шанлиурфі, в арабо-курдській сім'ї. Прізвище при народженні — «Татли» (Tatlı), що перекладається з турецької як «солодкий». Після того як Ібрагім вийшов на сцену, він узяв собі псевдонім «Татлисес», що перекладається як «Солодкий голос».
Татлисес народився в дуже бідній сім'ї та був одним із сімох дітей. Довгий час працював на будівництві. Саме там його голос якось почув один із кінематографістів міста Адани, після чого Ібрагім почав виступати на сценах у різних кафе Адани, а потім в Анкарі та Стамбулі.
1975 року Татлисес випустив свою першу платівку під назвою «Ayağında Kundura». Всього випущено понад 40 альбомів співака. Ібрагім Татлисес також знімав і знімався в різних фільмах, продюсував ток-шоу, працював режисером, сценаристом, писав вірші, працював журналістом, композитором. Фірми, що йому належать, спеціалізуються в галузі будівництва, продуктів харчування, виробництва фільмів і музики, виробництва техніки, туризму, авіації і автомобільного виробництва, видавничої справи тощо.
На виборах у липні 2007 року Ібрагім Татлисес балотувався в народні депутати від Партії Молоді по Стамбулу, але не набрав необхідного для обрання мінімуму голосів.
У середині 2000-х років заснував власний музичний телеканал Tatlıses TV, на якому зараз «крутять» його кліпи та кліпи популярних турецьких естрадних виконавців, як-от Мустафа Сандал, Сібель Джан, Махсун Кирмизигюль, Хюсейн Туран. Окрім того, на телеканалі транслювали музичне ток-шоу «Ibo Show», беззмінним ведучим якого Ібрагім Татлисес був до початку 2011 року.
14 березня 2011 року, після зйомок «Ibo Show» у Стамбулі, на Ібрагіма Татлисеса скоїли збройний напад, внаслідок якого він зазнав важкого вогнепального поранення в голову, проте залишився живий. У машину співака, з автомобіля, що рухався на високій швидкості по даху будівлі, з автомата випустили приблизно 11 куль. 4 кулі влучили в Татлисеса, інші — в його помічницю. У Німеччині співакові зробили дві операції, одна з яких тривала 4,5 години. Деякий час він перебував у комі, після чого проходив тривалий курс реабілітації, але остаточно відновитися йому не вдалося: порушені мова і координація рухів, ліва рука співака практично не функціонує.
Через кілька місяців після замаху, у вересні 2011 року, Татлисес, будучи ще в лікарняному ліжку, одружився з Айшегюль Йилмаз, з якою перебував у романтичних стосунках близько 12 років. Однак шлюб тривав недовго: на початку грудня 2013 року пара розлучилася внаслідок зради співака. У квітні 2013 року в Айшегюль Йилмаз і Ібрагіма Татлисеса народилася дочка Еліф Ада, яка стала шостою дитиною «імператора турецької естради».
У квітні 2012 року Татлисес уперше після замаху з'явився на одній з церемоній на національному телебаченні, де йому вручили приз за «великий успіх у творчості».

## Дискографія
- 1970: Kara Kız
- 1974: Sevdim de Sevilmedim
- 1976: Ashab Gecesi
- 1976: Urfa Emektaroğlu Bant Stüdyosu
- 1977: Ayağında Kundura
- 1977: Can Hatice
- 1977: Huzurum Kalmadı
- 1978: Doldur Kardeş İçelim
- 1979: Toprağın Oğlu Sabuha
- 1980: Bir Mumdur
- 1980: Ceylan
- 1981: Gelme İstemem
- 1981: Gülmemiz Gerek
- 1982: Yaşamak Bu Değil
- 1983: Yalan
- 1984: Benim Hayatım
- 1985: Mavi Mavi
- 1986: Gülüm Benim/Gülümse Biraz
- 1987: Allah Allah/Hülya
- 1988: Kara Zindan
- 1988: Fosforlu Cevriyem
- 1989: İnsanlar
- 1990: Söylim mi?
- 1991: Vur Gitsin Beni/Yemin Ettim
- 1992: Ah Keşkem
- 1993: Mega Aşk
- 1994: Haydi Söyle
- 1995: Klasikleri[3]
- 1996: Bende İsterem
- 1996: Türkü Dinle,Söyle,Oyna
- 1998: At Gitsin
- 1999: Selam Olsun
- 2001: Yetmez Mi?
- 2003: Tek Tek
- 2004: Aramam
- 2005: Sizler İçin
- 2006: İmparator Siler de Geçer
- 2007: Bulamadım
- 2008: Neden?
- 2009: Yağmurla Gelen Kadın
- 2011: Hani Gelecektin
- 2014: Tatlıses Klasiği

2021: ibrahim tatlises duetleri aski 
2021: Zor zor aska Ibrahim'e sevdim  

## Фільмографія

### Актор
- 1978: Sabuha
- 1978: Ayağında Kundura
- 1978: Toprağın Oğlu
- 1979: Kara Yazma
- 1979: Kara Çadırın Kızı
- 1979: Fadile
- 1980: Çile
- 1980: Ayrılık Kolay Değil
- 1981: Seni Yakacaklar
- 1981: Yaşamak Bu Değil
- 1981: Tövbe
- 1982: Yalan
- 1982: Alişan
- 1982: Nasıl İsyan Etmem
- 1983: Yorgun
- 1983: Günah
- 1983: Futboliye
- 1984: Sevdalandım
- 1984: Ayşem
- 1985: Mavi Mavi
- 1985: Sevmek
- 1985: Yalnızım
- 1986: Gülümse Biraz
- 1986: Yıkılmışım Ben
- 1986: Sarhoş
- 1987: Gülüm Benim
- 1987: Allah Allah
- 1987: Dertli Dertli
- 1988: Hülya
- 1988: Aşıksın
- 1988: Bir Kulum İşte
- 1988: Kara Zindan
- 1988: Ben İnsan Değil Miyim
- 1989: Ceylan
- 1989: Fosforlu
- 1992: Aşık Oldum
- 1993: Tetikçi Kemal
- 1997: Fırat (mini) TV Series
- 2003: Hayat Bilgisi (Mini) TV Series
- 2009: Hicran Yarası

### Режисер
- 1982: Yalan
- 1983: Yorgun
- 1983: Günah
- 1984: Ayşem
- 1986: Sarhoş
- 1986: Gülümse Biraz
- 1986: Gülüm Benim
- 1987: Dertli Dertli
- 1988: Hülya
- 1988: Aşıksın
- 1997: Fırat (mini) TV Series
- 2003: Hayat Bilgisi Konuk Oyuncu TV mini series
- 2009: Hicran Yarasi 5 Bolum Konuk Oyuncu

### Сценарист
- 1983: Günah
- 1998: At Gitsin
- 1999: Selam Olsun
- 2001: Yetmez Mi?

### Продюсер
- 1982: Yalan